# Nandyal
Nandyal es una ciudad y  municipio situada en el distrito de Kurnool en el estado de Andhra Pradesh (India). Su población es de 211424 habitantes (2011). Se encuentra a 66 km de Kurnool y a 333 km de Bangalore. 

## Demografía
Según el censo de 2011 la población de Nandyal era de 211424 habitantes, de los cuales 105826 eran hombres y 105589 eran mujeres. Nandyal tiene una tasa media de alfabetización del 76,21%, superior a la media estatal del 67,02%: la alfabetización masculina es del 83,50%, y la alfabetización femenina del 68,96%.